# تقارن‌شکنی صریح
در فیزیک نظری، تقارن‌شکنی صریح، به شکست تقارن در یک نظریه گفته می‌شود که از آن دسته از مولفه‌های معادلات حرکت  آن نظریه که تقارن را برهم می‌زنند، ناشی می‌شود. معمولاً در مواردی از این اصطلاح استفاده می‌شود که مولفه‌های تقارن‌شکن کوچک باشند و نظریه به طور تقریبی تقارن را رعایت کند.
تقارن‌شکنی صریح با تقارن‌شکنی تصادفی متفاوت است. در تقارن‌شکنی تصادفی، معادلات نظریه، تقارن را نقض نمی‌کنند اما حالت پایه (حالت خلاء) نظریه آن را نقض می‌کنند.